# Jeroen Stomphorst
Jeroen Stomphorst (Hilversum, 22 december 1972) is een Nederlandse nieuwslezer en televisiepresentator.

## Carrière
Stomphorst begon zijn carrière als nieuwslezer in 1998 bij Radio 3FM; volgens Stomphorst is dit een tijd geweest waarin hij zich enorm heeft kunnen ontwikkelen. Zijn specialisme bij de nieuwsafdeling van Radio 3FM was de sport. In 2005 maakte hij de overstap naar de televisie en stopte hij als nieuwslezer. In dat jaar begon hij, tegelijkertijd met Henry Schut, als nieuwe presentator bij Studio Sport. Zijn eerste uitzending was het Sportjournaal. Daarnaast is hij ook redacteur van het televisieprogramma. Bij Studio Sport was hij de opvolger van een grote groep presentatoren, waaronder Humberto Tan en Jan Joost van Gangelen, die naar de commerciële tv-zender Talpa waren vertrokken.
Vanaf augustus 2008 presenteerde hij iedere woensdag het programma BNN Today op Radio 1. Later werd hij presentator van NOS Langs de Lijn en Langs de Lijn En Omstreken. In 2016 was Stomphorst tijdens het EK Voetbal een van de presentatoren van de Radio 1 Sportzomer.
Tijdens de Olympische Zomerspelen in Londen (2012), presenteerde hij 's ochtends "Good Morning London". Ook tijdens de Spelen van 2016 presenteerde Stomphorst het ochtendprogramma (NOS Studio Rio).
Stomphorst deed in 2023 mee aan het televisieprogramma Hunted VIPS. Hij vormde in dit programma een duo met NOS Sport-collega Sjoerd van Ramshorst. Het duo wist het extractiepunt te achterhalen: dit was een weiland bij Baarn, waar een helikopter klaarstond. Na enig oponthoud in een sloot bereikte Stomphorst samen met Van Ramshorst de helikopter, en bleef zo uit handen van de Hunters. 

## Verslaggeving moord op Pim Fortuyn
Na de moord op Pim Fortuyn op 6 mei 2002, was Stomphorst als een van de eerste personen bij het lichaam van de vermoorde politicus. Op het moment van de schietpartij, voor de studio van Radio 3FM, was Stomphorst aan het werk als nieuwslezer. Na de schoten rende hij naar buiten waarna hij samen met collega-nieuwslezer Peter de Vries enkele minuten naast het lichaam van Fortuyn heeft gestaan. Wat aanvankelijk een saaie nieuwsdag leek te worden voor Jeroen Stomphorst en zijn radiocollega's werd er uiteindelijk een die voor altijd in hun geheugen gegrift staat. Vrijwel direct na de moord deed Stomphorst als een van de eerste verslaggevers live verslag van de ontwikkelingen vanaf het Media Park.  "Ik heb de eerste nacht niet kunnen slapen, het staat je zo helder voor de geest", liet Stomphorst weten.